# دونالد هنتر
دونالد هنتر (بالإنجليزية: Donald Hunter)‏ (1 أبريل 1955 بدمبارتون في المملكة المتحدة - ) هو لاعب كرة قدم بريطاني في مركز حراسة المرمى. لعب مع نادي رينجرز ونادي سانت ميرين ونادي دمبرتون ونادي ألوا أثليتيك.